# باولو ألكسندر
باولو ألكسندر (بالبرتغالية: Paulo Alexandre‏) هو مغني برتغالي، ولد في 16 فبراير 1931 في بوزيلة ‏ في البرتغال.

## وصلات خارجية
- باولو ألكسندر على موقع IMDb (الإنجليزية)
- باولو ألكسندر على موقع ميوزك برينز (الإنجليزية)